# 1. Fußball- und Sportverein Mainz 05 2022-2023
Questa voce raccoglie le informazioni riguardanti il 1. Fußball- und Sportverein Mainz 05  nelle competizioni ufficiali della stagione calcistica 2022-2023.

## Maglie e divise
| Prima divisa | Seconda divisa | Terza divisa |

## Rosa
In corsivo i calciatori ceduti durante la stagione
| N. |                          | Ruolo | Calciatore          |
| -- | ------------------------ | ----- | ------------------- |
| 1  | Germania (bandiera)      | P     | Finn Dahmen         |
| 3  | Spagna (bandiera)        | D     | Aarón Martín        |
| 4  | Marocco (bandiera)       | C     | Aymen Barkok        |
| 5  | Germania (bandiera)      | D     | Maxim Leitsch       |
| 6  | Germania (bandiera)      | C     | Anton Stach         |
| 7  | Corea del Sud (bandiera) | C     | Lee Jae-sung        |
| 8  | Lussemburgo (bandiera)   | C     | Leandro Barreiro    |
| 9  | Austria (bandiera)       | A     | Karim Onisiwo       |
| 10 | Francia (bandiera)       | C     | Angelo Fulgini      |
| 11 | Danimarca (bandiera)     | A     | Marcus Ingvartsen   |
| 16 | Germania (bandiera)      | D     | Stefan Bell         |
| 17 | Germania (bandiera)      | C     | Niklas Tauer        |
| 17 | Francia (bandiera)       | A     | Ludovic Ajorque     |
| 19 | Francia (bandiera)       | D     | Anthony Caci        |
| 20 | Svizzera (bandiera)      | C     | Edimilson Fernandes |

| N. |                        | Ruolo | Calciatore           |
| -- | ---------------------- | ----- | -------------------- |
| 21 | Germania (bandiera)    | D     | Danny da Costa       |
| 25 | Germania (bandiera)    | C     | Andreas Hanche-Olsen |
| 27 | Germania (bandiera)    | P     | Robin Zentner        |
| 29 | Germania (bandiera)    | A     | Jonathan Burkardt    |
| 30 | Svizzera (bandiera)    | D     | Silvan Widmer        |
| 31 | Germania (bandiera)    | C     | Dominik Kohr         |
| 32 | Germania (bandiera)    | P     | Lasse Rieß           |
| 36 | Austria (bandiera)     | A     | Marlon Mustapha      |
| 37 | Paesi Bassi (bandiera) | A     | Delano Burgzorg      |
| 38 | Germania (bandiera)    | A     | Ben Bobzien          |
| 41 | Germania (bandiera)    | C     | Eniss Shabani        |
| 42 | Germania (bandiera)    | D     | Alexander Hack       |
| 43 | Germania (bandiera)    | A     | Brajan Gruda         |
| 44 | Germania (bandiera)    | A     | Nelson Weiper        |
| 45 | Germania (bandiera)    | D     | Philipp Schulz       |

## Calciomercato

### Sessione estiva
| Acquisti | Acquisti            | Acquisti              | Acquisti                   |
| R.       | Nome                | da                    | Modalità                   |
| -------- | ------------------- | --------------------- | -------------------------- |
| C        | Angelo Fulgini      | Angers                | definitivo (6 milioni €)   |
| D        | Maxim Leitsch       | Bochum                | definitivo (3,5 milioni €) |
| A        | Marcus Ingvartsen   | Union Berlino         | definitivo (2,3 milioni €) |
| A        | Delano Burgzorg     | Heracles Almelo       | definitivo (2 milioni €)   |
| C        | Dominik Kohr        | Eintracht Francoforte | definitivo (1,5 milioni €) |
| D        | Anthony Caci        | Strasburgo            | gratuito                   |
| P        | Danny da Costa      | Eintracht Francoforte | gratuito                   |
| C        | Aymen Barkok        | Eintracht Francoforte | gratuito                   |
| C        | Edimilson Fernandes | Young Boys            | fine prestito              |

| Cessioni | Cessioni              | Cessioni          | Cessioni                   |
| R.       | Nome                  | da                | Modalità                   |
| -------- | --------------------- | ----------------- | -------------------------- |
| D        | Moussa Niakhaté       | Nottingham Forest | definitivo (10 milioni €)  |
| D        | Jerry St. Juste       | Sporting Lisbona  | definitivo (10 milioni €)  |
| D        | Luca Kilian           | Colonia           | definitivo (2 milioni €)   |
| D        | David Nemeth          | St. Pauli         | definitivo (1,3 milioni €) |
| D        | Dimitri Lavalée       | Malines           | definitivo (750 mila €)    |
| D        | Jonathan Maier        | Dinamo Dresda     | definitivo (200 mila €)    |
| C        | Jean-Paul Boëtius     | Hertha Berlino    | gratuito                   |
| C        | Kevin Stöger          | Bochum            | gratuito                   |
| D        | Ronaël Pierre-Gabriel | Strasburgo        | prestito                   |
| D        | Anderson Lucoqui      | Hansa Rostock     | prestito                   |
| A        | Paul Nebel            | Karlsruhe         | prestito                   |
| C        | Merveille Papela      | Sandhausen        | prestito                   |
| A        | Issah Abass           |                   | svincolato                 |
| D        | Daniel Brosinski      |                   | svincolato                 |

### Sessione invernale
| Acquisti         | Acquisti              | Acquisti   | Acquisti                   |
| R.               | Nome                  | da         | Modalità                   |
| ---------------- | --------------------- | ---------- | -------------------------- |
| A                | Ludovic Ajorque       | Strasburgo | definitivo (6 milioni €)   |
| D                | Andreas Hanche-Olsen  | Gent       | definitivo (2,5 milioni €) |
| Altre operazioni |                       |            |                            |
| R.               | Nome                  | da         | Modalità                   |
| D                | Ronaël Pierre-Gabriel | Strasburgo | fine prestito              |

| Cessioni | Cessioni              | Cessioni   | Cessioni |
| R.       | Nome                  | da         | Modalità |
| -------- | --------------------- | ---------- | -------- |
| A        | Angelo Fulgini        | Lens       | prestito |
| D        | Ronaël Pierre-Gabriel | Espanyol   | prestito |
| C        | Niklas Tauer          | Schalke 04 | prestito |
| A        | Ben Bobzien           | Elversberg | prestito |

## Risultati

### Fußball-Bundesliga

#### Girone di andata
| Arbitro: | Zwayer (Berlino) |

|            |           |                  |
| Stöger 39’ | Marcatori | 26’, 77’ Onisiwo |

| Magonza 14 agosto 2022, ore 15:30 CEST 2ª giornata | Magonza               | 0 – 0 referto | Union Berlino | Mewa Arena (25 009 spett.)\| Arbitro: \| Schlager (Hügelsheim) \| |
| Arbitro:                                           | Schlager (Hügelsheim) |               |               |                                                                   |

| Arbitro: | Stegemann (Niederkassel) |

|               |           |                       |
| Demirović 35’ | Marcatori | 31’ Onisiwo 90+3’ Lee |

| Arbitro: | Dingert (Kaiserslautern) |

|  |           |                                |
|  | Marcatori | 29’ Palacios 39’, 41’ Frimpong |

| Arbitro: | Aytekin (Oberasbach) |

|  |           |            |
|  | Marcatori | 55’ Martín |

| Arbitro: | Schlager (Hügelsheim) |

|                                                    |           |          |
| Kramarić 53’ Prömel 69’ Dabbur 80’ Kadeřábek 90+2’ | Marcatori | 83’ Kohr |

| Arbitro: | Willenborg (Osnabrück) |

|            |           |             |
| Caci 90+4’ | Marcatori | 30’ Tousart |

| Arbitro: | Jablonski (Amburgo) |

|                           |           |               |
| Gregoritsch 3’ Kyereh 37’ | Marcatori | 52’ A. Martín |

| Arbitro: | Brych (Monaco di Baviera) |

|                |           |            |
| Ingvartsen 45’ | Marcatori | 80’ Nkunku |

| Arbitro: | Hartmann (Wangen) |

|  |           |                                 |
|  | Marcatori | 36’ Ingvartsen 66’ Lee Jae-sung |

| Arbitro: | Jöllenbeck |

|                                                                |           |  |
| Friedrich 11’ (rig.) Kohr 35’ Stach 40’ Martín 73’ Onisiwo 83’ | Marcatori |  |

| Arbitro: | Cortus (Röthenbach) |

|                                                                       |           |                             |
| Gnabry 5’ Musiala 28’ Mané 43’ Goretzka 57’ Tel 79’ Choupo Moting 86’ | Marcatori | 45+4’ Widmer 82’ Ingvartsen |

| Arbitro: | Siebert (Berlino) |

|  |           |                                |
|  | Marcatori | 33’ Wimmer 70’ Arnold 84’ Baku |

| Arbitro: | Reichel (Stoccarda) |

|             |           |  |
| Terodde 10’ | Marcatori |  |

| Arbitro: | Schröder (Hannover) |

|              |           |                |
| Burkardt 40’ | Marcatori | 67’ Kolo Muani |

| Arbitro: | Brych (Monaco di Baviera) |

|              |           |                       |
| Guirassy 36’ | Marcatori | 40’ (rig.) Ingvartsen |

| Arbitro: | Stegemann (Niederkassel) |

|        |           |                        |
| Lee 2’ | Marcatori | 4’ Ryerson 90+3’ Reyna |

#### Girone di ritorno
| Arbitro: | Ittrich (Amburgo) |

|                                         |           |                       |
| Lee 1’ Widmer 17’ Onisiwo 28’, 57’, 87’ | Marcatori | 70’ Kunde 72’ Mašović |

| Arbitro: | Badstübner (Norimberga) |

|                            |           |                       |
| Behrens 32’ Siebatcheu 84’ | Marcatori | 78’ (rig.) Ingvartsen |

| Arbitro: | Jablonski (Brema) |

|                          |           |                      |
| Lee 21’, 52’ Onisiwo 24’ | Marcatori | 28’ (rig.) Demirović |

| Arbitro: | Schröder (Hannover) |

|                      |           |                                               |
| Amiri 32’ Schick 58’ | Marcatori | 26’ Caci 45+4’ Barreiro 82’ (rig.) Ingvartsen |

| Arbitro: | Hartmann (Wangen) |

|                                                          |           |  |
| Lee Jae-sung 25’ Ingvartsen 49’ Ajorque 72’ Weiper 90+3’ | Marcatori |  |

| Arbitro: | Stegemann (Niederkassel) |

|              |           |  |
| Barreiro 33’ | Marcatori |  |

| Arbitro: | Cortus (Röthenbach) |

|                    |           |             |
| Ngankam 18’ (rig.) | Marcatori | 57’ Ajorque |

| Arbitro: | Dankert (Rostock) |

|               |           |          |
| Onisiwo 90+6’ | Marcatori | 55’ Dōan |

| Arbitro: | Dingert (Lebecksmühle) |

|  |           |                                    |
|  | Marcatori | 9’ Ingvartsen 57’ Ajorque 67’ Kohr |

| Arbitro: | Brand (Unterspiesheim) |

|                          |           |                          |
| Ajorque 85’ Weiper 90+3’ | Marcatori | 87’ Stage 90+5’ Füllkrug |

| Arbitro: | Cortus (Röthenbach) |

|              |           |             |
| Ljubicic 51’ | Marcatori | 17’ Ajorque |

| Arbitro: | Zwayer (Berlino) |

|                                     |           |          |
| Ajorque 65’ Barreiro 73’ Martín 79’ | Marcatori | 29’ Mané |

| Arbitro: | Siebert (Berlino) |

|                          |           |  |
| Wind 5’, 28’ Bornauw 13’ | Marcatori |  |

| Arbitro: | Jöllenbeck |

|                            |           |                                     |
| Barreiro 53’ A. Martín 52’ | Marcatori | 26’, 90+12’ (rig.) Bülter 60’ Krauß |

| Arbitro: | Brych (Monaco di Baviera) |

|                                           |           |  |
| Kamada 18’ (rig.) Buta 40’ Kolo Muani 59’ | Marcatori |  |

| Arbitro: | Jablonski (Brema) |

|                |           |                                                   |
| Ingvartsen 23’ | Marcatori | 41’ Endō 64’ Guirassy 78’ Führich 90+1’ Coulibaly |

| Arbitro: | Fritz (Korb) |

|                          |           |                              |
| Guerreiro 69’ Süle 90+6’ | Marcatori | 15’ Hanche-Olsen 24’ Onisiwo |

### DFB-Pokal
| Arbitro: | Aytekin (Oberasbach) |

|  |           |                                             |
|  | Marcatori | 41’ Kohr 70’ Burgzorg 78’ (rig.) Ingvartsen |

| Arbitro: | Braun (Wuppertal) |

|  |           |                                    |
|  | Marcatori | 16’ Hack 43’ Ingvartsen 88’ Barkok |

| Arbitro: | Aytekin (Oberasbach) |

|  |           |                                                   |
|  | Marcatori | 17’ Choupo-Moting 30’ Musiala 44’ Sané 83’ Davies |